# Arsenura ciocolatina
Arsenura ciocolatina är en fjärilsart som beskrevs av Max Wilhelm Karl Draudt 1930. Arsenura ciocolatina ingår i släktet Arsenura och familjen påfågelsspinnare. Inga underarter finns listade i Catalogue of Life.